# Classe Isokaze
La classe Isokaze (磯風型駆逐艦, Isokazegata kuchikukan) est une classe de quatre destroyers construits pour la Marine impériale japonaise.

## Contexte
Les destroyers de 1re classe Isokaze ont été conçus dans le cadre de la première phase du programme Flotte huit-huit de la Marine impériale japonaise. Avec la mise en service des nouveaux cuirassés rapides de classe Fusō et de classe Ise, il leur fallait avoir des escorteurs océaniques aussi rapides.

## Conception
Les navires de classe Isokaze étaient une version légèrement plus grande et modernisée de la précédente classe Umikaze. Extérieurement, le design est celui des trois cheminées profilées, avec une proue courbe.

La motorisation reprend la conception des turbines à vapeur plus perfectionnées, de type Brown-Curtis pour les Amatsukaze et Tokitsukaze, et type Parsons pour les Isokaze et Hamakaze
L'armement est renforcé et comprend quatre canons de 120 mm (deux sur le gaillard d'avant et deux vers l'arrière). Le nombre de torpilles est augmenté avec trois bi-tubes et la protection anti-aérienne est assurée par quatre mitrailleuses.

## Service
Les destroyers ont été achevés à temps pour servir dans les étapes finales de la Première Guerre mondiale. Le Tokitsukaze s'est brisé en deux et a coulé au large de l'île de Kyūshū en 1918. Il a été renfloué et réparé à l'arsenal naval de Maizuru. Remis en service comme un destroyer de 1er classe, il a été utilisé par la suite comme un navire de formation à l'Académie navale impériale du Japon à Etajima.
Tous les navires de classe Isokaze ont été retirés le 1er avril 1936.

## Les unités
| Nom         | Chantier naval                         | Quille         | Lancement        | Service         | Fin de carrière |
| ----------- | -------------------------------------- | -------------- | ---------------- | --------------- | --------------- |
| Isokaze     | Arsenal naval de Kure                  | 5 avril 1916   | 5 octobre 1916   | 28 février 1917 | détruit en 1936 |
| Amatsukaze  | Arsenal naval de Kure                  | 1er avril 1916 | 5 octobre 1916   | 14 avril 1917   | détruit en 1936 |
| Hamakaze    | Mitsubishi Heavy Industries Nagasaki   | 1er avril 1916 | 30 octobre 1916  | 28 mars 1917    | coulé en 1936   |
| Tokitsukaze | Kawasaki Shipbuilding Corporation Kobe | 10 mars 1916   | 27 décembre 1916 | 31 mai 1917     | détruit en 1936 |